# 茱莉亚·斯蒂芬
茱莉亚·斯蒂芬（Julia Prinsep Stephen，本姓Jackson，曾用前夫姓Duckworth；1846年2月7日—1895年5月5日）是一位英国前拉斐尔派、模特和慈善家。她是传记作家莱斯利·斯蒂芬的妻子，也是布卢姆茨伯里派创世成员瓦妮莎·贝尔、索比·斯蒂芬和弗吉尼亚·伍尔夫的母亲。
1846年2月7日，茱莉亚·斯蒂芬出生于英属印度首府加尔各答的一个英裔家庭。两岁时和母亲及两个姐姐搬回英国。1867年，她与出庭律师赫伯特·达克沃斯（Herbert Duckworth）结婚，不久后丧偶，有三个年幼的孩子。悲痛欲绝的她开始从事护理和慈善事业，相信不可知论，被莱斯利·斯蒂芬的写作和生活所吸引，两人有一个共同好友——莱斯利的嫂子安妮·萨克雷。
莱斯利·斯蒂芬的妻子1875年去世后，莱斯利与茱莉亚成为亲密的朋友，于1878年结婚。茱莉亚和莱斯利·斯蒂芬育有四个孩子，他们与莱斯利的七岁女儿——患有精神残疾的劳拉·梅克皮斯·斯蒂芬，一起住在南肯辛顿海德公园门22号。在茱莉亚的七个孩子及后代之中，许多人都成为了显要人物。除了履行家庭责任和担任模特，茱莉亚还根据自己的护理经历于1883年撰写了一本书《病房笔记》。
茱莉亚还为家人创作了儿童故事，在她去世后出版为《写给孩子的故事》。茱莉亚参与了社会正义倡导活动，对女性的角色有着坚定的看法，她认为女性的工作与男性的工作具有同等的价值，但属于不同领域，她反对女性参政权运动。斯蒂芬夫妇在伦敦的家中和康沃尔郡圣艾夫斯的避暑住所招待了许多访客，家庭内外的各类事务最终对茱莉亚·斯蒂芬的健康造成了损害。1895年，她患上风湿热后于家中去世，享年49岁，当时她最小的孩子只有11岁。在作家弗吉尼亚·伍尔夫的自传和小说中，人们可以窥见斯蒂芬一家的家庭生活。

## 生平

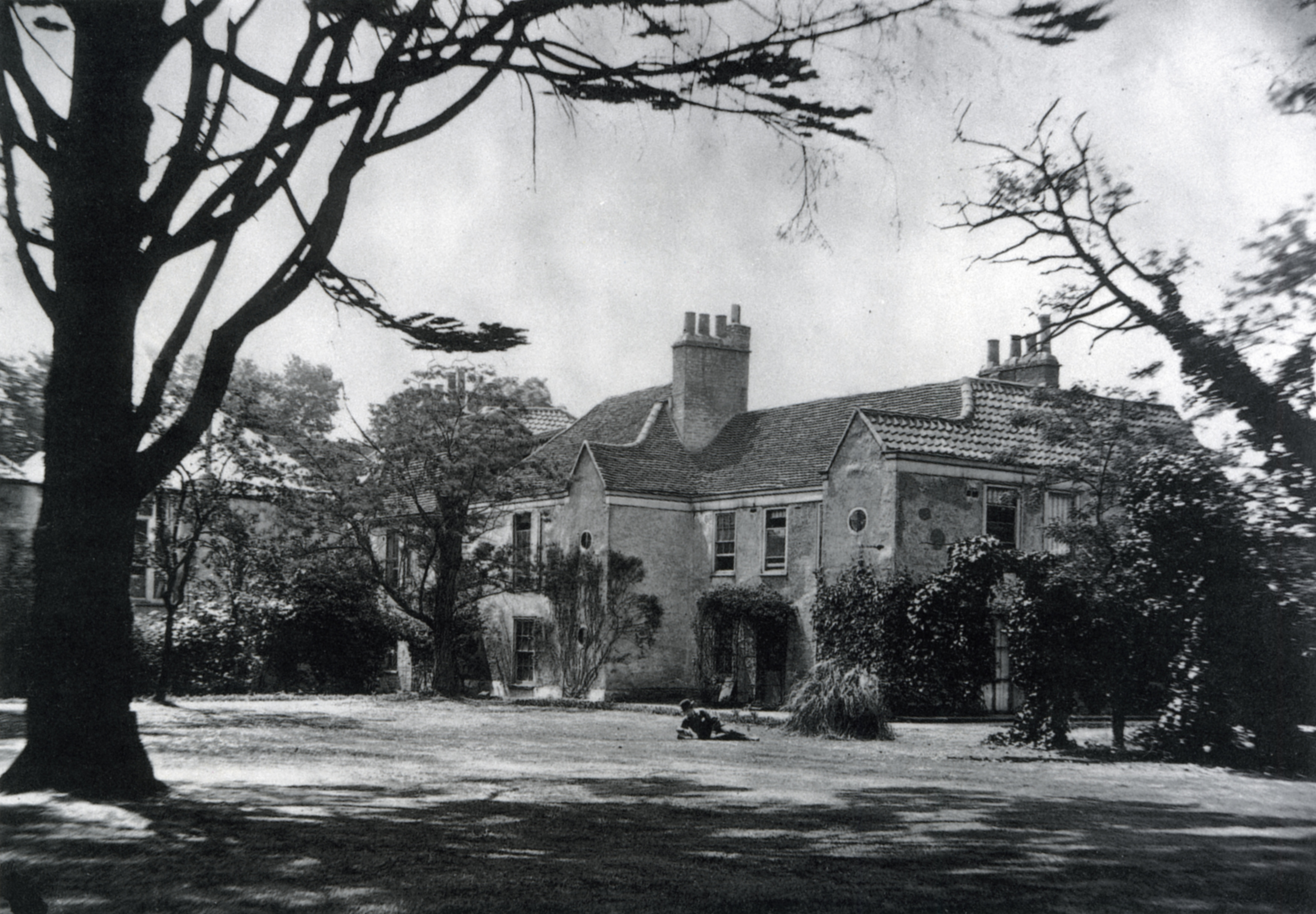
小荷兰屋，位于肯辛顿，于1875 年被拆除

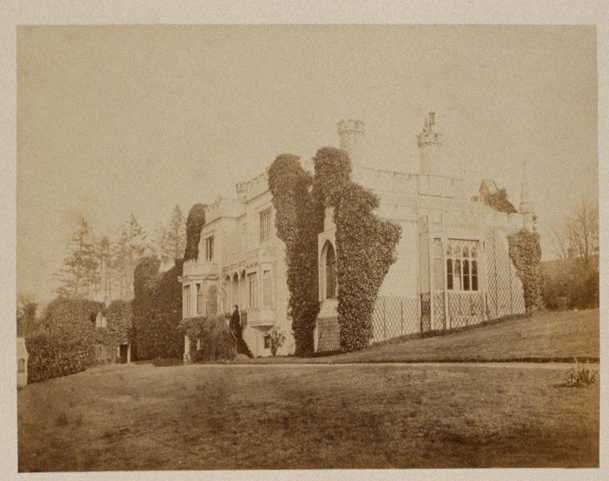
萨克森伯里，杰克逊家族1866 年在东萨塞克斯的住所

### 家庭
茱莉亚·斯蒂芬于1846年2月7日出生在孟加拉的加尔各答（当时英属印度的首都），原名茱莉亚·普林塞普·杰克逊（Julia Prinsep Jackson）。她的母亲玛丽亚（亦作“米娅”）·西奥多西娅·帕特尔（1818-1892）和父亲约翰·杰克逊（1804-1887），虽然前者的母亲艾德琳·玛丽·帕特尔是法国人，娘家姓德伊莱唐（de l'Etang），但两人都来自英印家庭。茱莉亚的父亲是乔治·杰克逊和玛丽·霍华德的第三个儿子，是一位在剑桥大学受过教育的医生，为孟加拉医疗部队和东印度公司工作了25年（1830-1855），还在成立不久的加尔各答医学院担任教授。 杰克逊博士虽出身卑微，但因事业有成得以进入有影响力的圈子，帕特尔一家人自然也跻身于盎格鲁-孟加拉上流社会。 帕特尔八姐妹因美丽活泼、性格古怪而出名，继承了外祖母泰蕾兹·约瑟夫·布林·德·格林古的孟加拉血统，她们彼此用印度斯坦语沟通，在访问伦敦和巴黎时引起了轰动，玛丽亚·帕特尔排行第五。  与有趣活泼的玛丽亚相比，杰克逊较为低调，能容忍玛丽亚对她的朋友兼诗人考文垂·帕特莫尔的一腔热情。杰克逊和玛丽亚·帕特尔于1837年1月17日在加尔各答结婚，育有六个孩子，其中茱莉亚年龄最小，在三个未夭折的女儿中排行第三：艾德琳·玛丽亚（1837-1881）、玛丽·路易莎（1840-1916）和茱莉亚（参见族谱）。 杰克逊家族是一个受过良好教育、有文学和艺术素养的殖民地中产家庭。

### 早年生活（1846-1867）
1846年，茱莉亚的两个姐姐因健康原因被送往英国 ，与她们母亲的妹妹莎拉·蒙克顿·帕特尔及其丈夫亨利·普林塞普同住在夫妻二人刚刚租下的住处——位于肯辛顿的“小荷兰屋”。1848年，两岁的茱莉亚和母亲搬去和他们同住。 后来，全家搬到了汉普斯特德的威尔沃克。1855年，茱莉亚的父亲跟随他们从印度来到英国，全家住在亨顿布伦特巷的布伦特旅馆，茱莉亚在那里接受了家庭教育。她的两个姐姐玛丽和艾德琳不久后便结婚了，艾德琳于1856年与亨利·沃恩（亦作“哈利·沃恩”）结婚 ，玛丽于1862年与赫伯特·费舍尔结婚，   独留茱莉亚陪伴和照顾母亲。  茱莉亚母亲的长期健康问题可追溯至1856年左右，茱莉亚陪伴母亲四处寻找治疗方法。一次途中，1862年，她们拜访了在威尼斯的二姐玛丽·费希尔，茱莉亚遇到了她新姐夫的朋友赫伯特·达克沃斯（1833-1870），两人不久后结婚。1866年，杰克逊一家搬到了靠近坦布里奇韦尔斯、位于弗兰特的萨克森伯里。同年晚些时候，茱莉亚在那里遇见了推崇不可知论的传记作家莱斯利·斯蒂芬（1832年-1904年），当时他刚刚与明妮·萨克雷订婚。之后，斯蒂芬成为茱莉亚的第二任丈夫，他说萨克森伯里是“一个不错的乡间别墅，有一个宜人的花园和两三块地”。  
通过帕特尔姐妹及其家族成员（参见帕特尔家族），茱莉亚和她的母亲建立了重要的社交关系。据茱莉亚孙子昆汀·贝尔的描述，他们“意识到了社交的可能性”。 莎拉·蒙克顿·帕特尔（1816-1887）嫁给了东印度公司行政人员亨利·托比·普林塞普（1793-1878），他们在小荷兰屋的家对茱莉亚来说是一个重要的文化中心，对她产生了影响，茱莉亚和她的孩子们讲起时称其为“波西米亚式”。 小荷兰屋位于伦敦郊区，是荷兰庄园的一座农舍，被用作遗孀住所，外号“魔法宫殿”，莎拉·普林塞普在此处举办了类似于法国沙龙的活动。 昆汀·贝尔表示，茱莉亚“几乎是在”小荷兰屋长大的。 莱斯利·斯蒂芬也是这所房子的常客。艺术家瓦伦丁·卡梅伦·普林塞普（1838-1904）是普林塞普夫妇的儿子之一，也是茱莉亚众多表亲中的一个。 玛丽亚·杰克逊的另一个姐妹弗吉尼亚·帕特尔（1827-1910）于1850年嫁给了查尔斯·伊斯特纳勋爵，即后来的第三世萨默斯伯爵（1819-1883）。他们的大女儿（茱莉亚的表妹）是禁酒运动的领袖伊莎贝拉·卡罗琳·萨默斯-科克斯夫人（1851-1921），而小女儿艾德琳·玛丽（1852-1920）成为了贝德福德公爵夫人。茱莉亚和她的母亲常常拜访查尔斯勋爵和弗吉尼亚勋爵夫人的家——伊斯特纳城堡。茱莉亚·玛格丽特·帕特尔（茱莉亚·玛格丽特·卡梅伦，1815-1879）是茱莉亚的另一位姨妈，同时也是茱莉亚的教母，她是一位著名的摄影师，为侄女茱莉亚拍摄了许多照片，并于 1863年为她的妹妹玛丽亚制作了一本相册《米娅相册》。  
莎拉·普林塞普和她的姐妹们善于让大人物们感到轻松自在，因此那些大人物经常光顾她家，人们可能会发现迪斯雷利、卡莱尔、丁尼生和罗塞蒂在莎拉的家中喝茶、玩槌球，画家乔治·弗雷德里克·沃茨（1817-1904）在她家生活和工作，爱德华·伯恩-琼斯（1833-1898）也曾在那里生活和工作过一段时间。 正是在小荷兰屋，茱莉亚引起了前拉斐尔派画家们和威廉·霍尔曼·亨特（1827-1910）的注意，为他们以及弗雷德里克·莱顿（1830-1896）（参见画廊 I ）担任模特 。 茱莉亚还被介绍给威廉·萨克莱（1828-1909）和乔治·梅雷迪思（1828-1909）等作家，并与萨克莱的女儿安妮（1837-1919）和哈里特·玛丽安（亦作“明妮”，1840-1875）成为朋友。  茱莉亚备受欢迎，她的母亲注意到每个在火车车厢里遇见茱莉亚的男人都爱上了她， 事实上,每个人都爱她， 伦纳德·伍尔夫形容茱莉亚是“英格兰最美丽的女性之一”。1864年，18岁的茱莉亚拒绝了威廉·霍尔曼·亨特以及前拉斐尔派雕塑家托马斯·伍尔纳的求婚， 后者对三年后茱莉亚结婚感到非常震惊。莱斯利·斯蒂芬认为亨特娶了第二任妻子伊迪丝·沃，只是因为她长得很像茱莉亚。 另一位喜欢茱莉亚的雕塑家卡洛·马洛切蒂（1805-1867）在为年轻的伊丽莎白·斯图亚特公主（查理一世的女儿）创作纪念画时，曾让茱莉亚担任他的模特。 当时的茱莉亚10 岁，马洛切蒂还为她绘制了半身像（现收藏于英国萨塞克斯郡的查尔斯顿农舍）。在茱莉亚的一生中，不乏崇拜者，其中包括美国大使拉塞尔·洛厄尔  和亨利·詹姆斯。茱莉亚身高5英尺6英寸（1.68），作为维多利亚时代的女性，她的个子算高；茱莉亚还有一双能干的大手，对“许多人引以为豪、如榛子般的可爱小指甲”不以为然， 不跟随当时虚荣造作的风潮。 

### 婚姻

#### (1) 与赫伯特·达克沃斯的婚姻 1867-1870

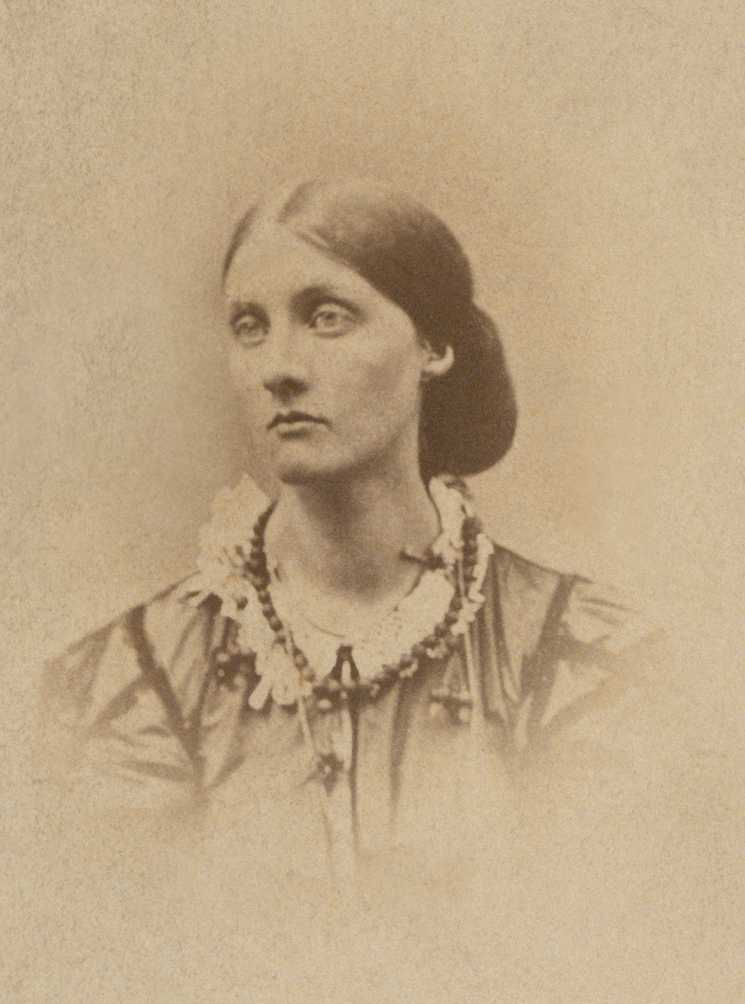
朱莉娅·达克沃斯 C. 1870年

1867年2月1日，21岁的茱莉亚与萨默塞特乡绅赫伯特·达克沃斯订婚， 赫伯特是一名出庭律师，毕业于剑桥大学和林肯律师学院（1858年）， 两人于5月4日在英国弗兰特结婚。 茱莉亚·玛格丽特·卡梅伦在这一时期为茱莉亚拍摄了许多半身照，卡梅伦认为这象征着茱莉亚的转变。 茱莉亚和赫伯特的婚姻充满幸福， 茱莉亚后来说道：“没有人能享受比这更完美的幸福……这是女人所能拥有的最大快乐”。茱莉亚的第二任丈夫莱斯利·斯蒂芬十年前在剑桥时就认识了赫伯特·达克沃斯， 并形容赫伯特是“那种可以安定下来完全成为一个乡村绅士的人……朴实直率、有男子气概……一个非常谦虚、性情温和的人”。莱斯利·斯蒂芬后来写到茱莉亚和赫伯特之间纯粹的爱情，感到“一丝痛苦”，评论茱莉亚写给赫伯特的信时，他说她“完完全全让自己屈服于爱情：她对她的爱人毫无保留，并承诺自己对他完全忠诚”。茱莉亚死后，当莱斯利读完她写给赫伯特的信，他因对比茱莉亚在这一人生阶段的”强烈情感“和之后她与自己的婚姻，感到不安。
达克沃斯一家住在伦敦马里波恩布莱恩斯滕广场38 号（参见外部和内部图片）——达克沃斯家族所有的联排别墅。 次年，茱莉亚和达克沃斯的第一个孩子于1868年3月5日出生，另外两个孩子也紧随其后。 1870年9月，达克沃斯因未确诊的体内脓肿英年早逝，享年37岁，六周后，他的第三个孩子杰拉尔德·达克沃斯出生了。据说，当达克沃斯一家去彭布罗克郡米尔福德港的厄普顿城堡探望茱莉亚的姐姐（婚后名为艾德琳·沃恩）时，达克沃斯为茱莉亚去摘无花果，结果脓肿破裂了，不到二十四小时，他就死了。   
茱莉亚·达克沃斯和赫伯特·达克沃斯有三个孩子：
- 乔治 ，1868年3月5日-1934年），高级公务员;
- 斯特拉（Stella，1869年5月30日-1897年），享年28岁[j];
- 杰拉尔德（1870年10月29日-1937年），达克沃斯出版社创始人。

#### (2) 与莱斯利·斯蒂芬的婚姻 1878-1895

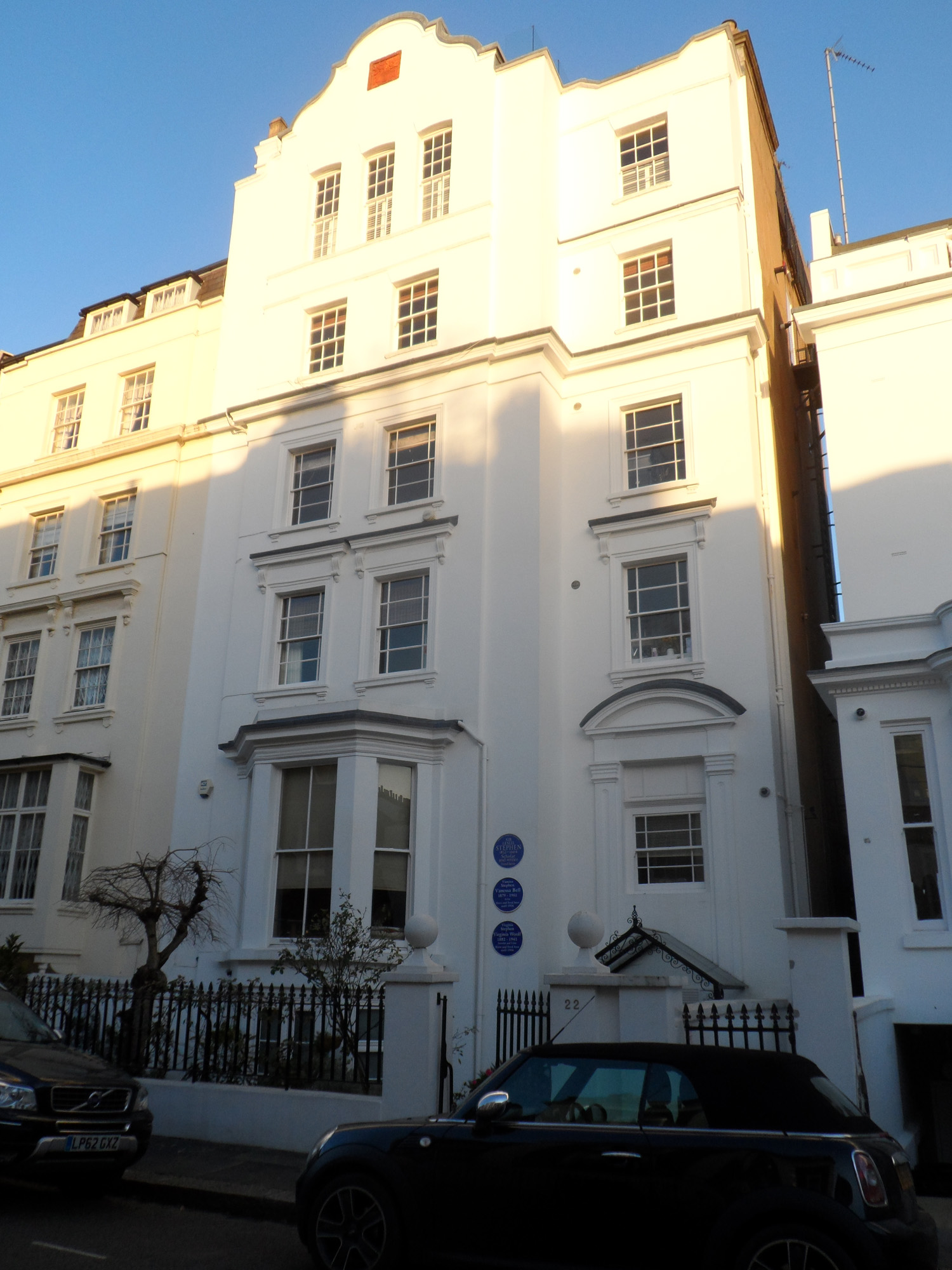
海德公园门22号，2015年

1878年1月5日，茱莉亚·达克沃斯和莱斯利·斯蒂芬订婚；同年3月26日，两人在肯辛顿教堂结婚。然而，在这一时期的大部分时间里，茱莉亚都在弗雷什沃特村的瓦茨家里照顾叔叔亨利·普林塞普，直到他于2月11日去世。当时，茱莉亚32岁，莱斯利46岁。莱斯利和他七岁的女儿劳拉拜访了茱莉亚的姐姐弗吉尼亚，在伊斯特诺城堡做客几周后，搬到了茱莉亚住所的隔壁——位于海德公园门13(22)号的房子隔壁（见图）。茱莉亚在那里度过了余生，她的家人也一直住在海德公园门22号直到1904年茱莉亚的丈夫莱斯利去世。 此外，茱莉亚继续模特事业，伯恩-琼斯的《天使报喜》于1879年完成，不久后，茱莉亚和莱斯利的第一个孩子瓦妮莎于5月30日出生。茱莉亚给莱斯利生了一个孩子后，一共需要照顾五个孩子，所以她决定不再为家庭增加新生儿。尽管这对夫妇采取了“预防措施“， 但“避孕在十九世纪是一门非常不完善的艺术”， 之后四年里，茱莉亚又生了三个孩子。  安吉莉卡·加内特形容茱莉亚最年幼的孩子为“一个意外诞生的、被宠坏、过度保护和约束的孩子”。
二人的婚姻幸福美满，据莱斯利·斯蒂芬所描述，“内心涌动着深沉平静的幸福”。谈及他们的孩子，莱斯利写道：”我们两人的孩子对她来说是一种纯粹的快乐。看到她怀里抱着婴儿是一种启示，她的爱随着孩子的成长与日俱增”。斯蒂芬夫妇都有贵族血缘，人们认为他们属于“知识贵族” ，尽管莱斯利·斯蒂芬执着于金钱、害怕贫穷，但他们的经济状况相当富裕。 茱莉亚和莱斯利所属的社会阶层受过良好教育，虽然没有家财万贯，但继承的资源足够支持他们所选择的职业，这一阶层在当时明显有别于其他阶层。 对许多人来说，斯蒂芬夫妇是维多利亚时代理想的父母，父亲是一位杰出的文人，母亲是一位因美丽、智慧、勇敢和自我牺牲而受人欢迎的女性。他视她为女神，而她也细心照料他。  然而，茱莉亚告诉莱斯利，她永远不会放弃护理事业，并且“我可能会被叫去照顾病人几个星期，或者让病人在家里住几个星期”。
十九世纪八十年代初，莱斯利·斯蒂芬读了弗劳德的《卡莱尔传》（1882）。莱斯利和许多同代人一样，震惊于卡莱尔对妻子简·威尔士的糟糕行为（莱斯利如此认为），他想知道是否有人认为他的婚姻也有同样的问题，而他确实和卡莱尔一样在家里常常专制粗暴。莱斯利曾在十八世纪六十年代热衷于登山，1888年因编写《牛津國家人物傳記大辭典》而精神崩溃，斯蒂芬夫妇不得不前往瑞士阿尔卑斯山修养三周，莱斯利的朋友加布里埃尔·洛佩用相机记录了那段时光，其中包括斯蒂芬夫妇特别喜欢的一幅作品，画中的茱莉亚从撒满阳光的酒店房间向外张望（见下文）。 劳拉·斯蒂芬的精神问题越来越严重，伴有暴力行为，她被关一个单独的房间，需要护士照顾她吃穿。 1886年，劳拉被送到德文郡的一位家庭女教师那里 ，之后去了精神病院（萨里郡的厄尔斯伍德精神病院，1893-1897）。此后，斯蒂芬一家就很少和她联系了。  1891年，瓦妮莎和弗吉尼亚·斯蒂芬创办了《海德公园门新闻》， 记录了斯蒂芬家族的生活和重要事件， 第二年，斯蒂芬姐妹和斯特拉·达克沃斯还使用照片来丰富她们的见解。 瓦妮莎·贝尔于1892年拍摄了在塔兰德之家书房的父母和妹妹弗吉尼亚（见下图 5），这张照片深受斯蒂芬一家的喜爱，莱斯利·斯蒂芬的回忆录也透露出对它的钟爱。 